# Шмидт, Иоганн Генрих
Иоганн Генрих Шмидт (нем. Johann Heinrich Schmidt; 10 февраля 1749, Хильдбургхаузен — 28 октября 1829, Дрезден, Германский союз) — немецкий художник, миниатюрист и пастелист, недолгое время (ок. 1784—85) работавший в Российской империи.

## Биография
Родился в 1749 году в суверенном герцогстве Саксен-Гильдбурггаузен. Учился живописи у своего отца, учителя рисования Иоганна Томаса Шмидта (1718–1790). Под его руководством он рано стал художником-портретистом. Получив материальную поддержку со стороны местного правителя, Эрнста Фридриха III, сумел продолжить образование в Королевской академии живописи и скульптуры в Париже.
Проработав некоторое время в Париже, где он завоевал определённую репутацию, и в Турине, где ему позировал будущий Карл X, Шмидт вернулся в Германию, однако не в захолустный Саксен-Гильдбурггаузен, а в соседнее богатое и значительное Курфюршество Саксония со столицей в Дрездене, где в 1775 году принял должность саксонского придворного живописца.
В Дрездене Шмидт также стал действительным членом (академиком) и преподавателем саксонской Академии художеств. В поисках выгодных заказов он совершил много путешествий по Европе, посетив Прагу, Вену и Берлин. В прусской столице в 1779 году Шмидт женился на молодой вдове из Нижней Саксонии, от которой у него родилось много детей, в том числе сын Генрих Фридрих Томас Шмидт (1780, Берлин — ?), ставший затем гравёром и офортистом.
Затем Шмидт отправился в Курляндию и Лифляндию, где оставался довольно долгое время, создавая портреты представителей местного дворянства. Из Лифляндии он отправился в Санкт-Петербург, где получил выгодные заказы на портреты благодаря покровительству великой княгини Марии Фёдоровны.
Около 1785 года Шмидт вернулся в Германию, однако затем вновь подолгу работал в Вене, Париже и Праге. В Праге в 1800 году Шмидт написал с натуры последний прижизненный портрет генералиссимуса Суворова, который остановился в этом городе, возвращаясь на Родину после Швейцарского похода. Портрет И.Г. Шмидта, выполненный пастелью, породил множество копий и повторений, выполненных в различных техниках, в частности, гравюры А.А. Фролова и Н.И. Уткина. Суворов изображён в австрийском фельдмаршальском мундире; на позднейших повторениях художники «переодевали» полководца в русский мундир, добавляли и изменяли награды. Оригинал работы Шмидта в настоящее время хранится в Санкт-Петербурге, в Государственном Эрмитаже.
К 1805 году художник вернулся в Дрезден, где король Фридрих Август Саксонский поручил ему нарисовать царя Александра I, в ходе Войны третьей коалиции проездом находившегося в городе.
Шмидт был образованным человеком. Он свободно знал латынь, французский и итальянский языки. Он увлекался музыкой и сам неплохо играл на виолончели. Хотя абсолютное большинство его работ составляют портреты, выполненные с натуры, которые современники хвалили за сходство с моделями и цветовую палитру; иногда он писал также многофигурные композиции и копии с картин старых мастеров.

## Галерея

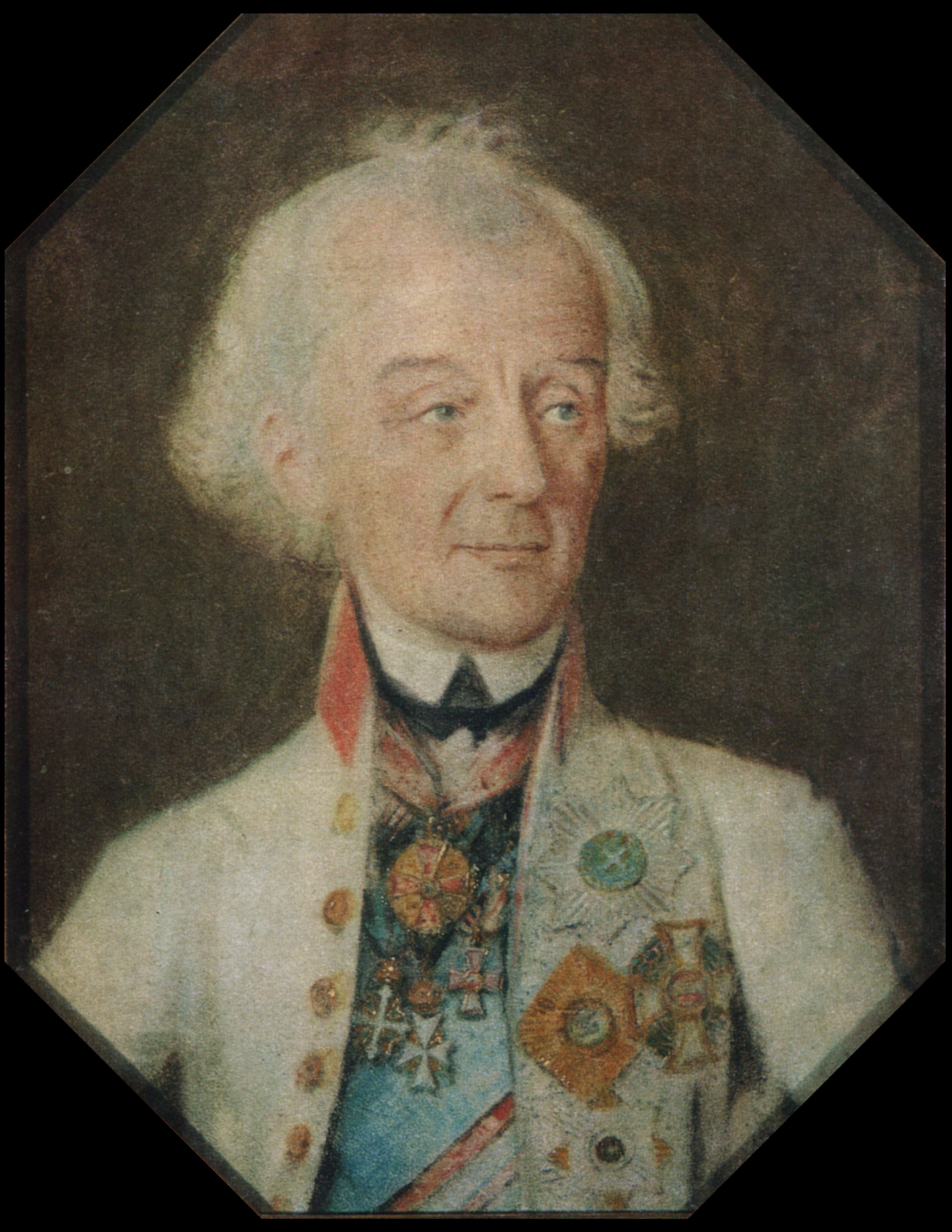
Генералиссимус Александр Васильевич Суворов Последний прижизненный портрет полководца, 1800, Прага.
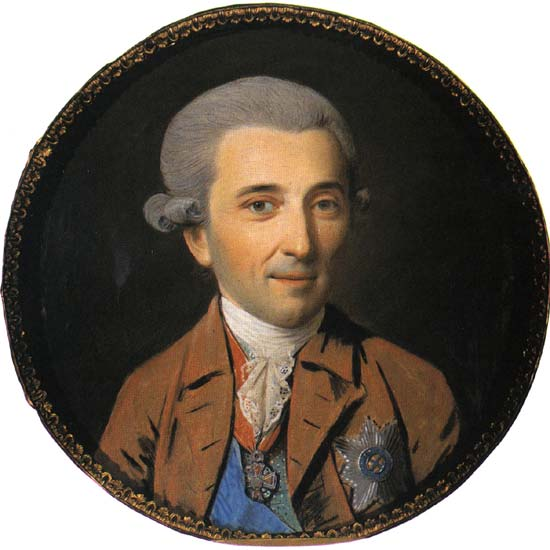
Граф Николай Иванович Салтыков
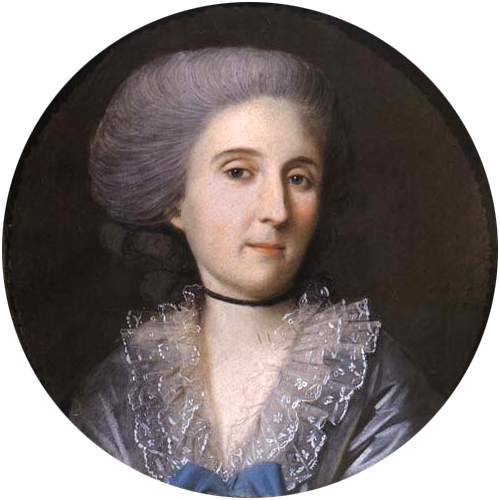
Графиня Наталья Владимировна Салтыкова
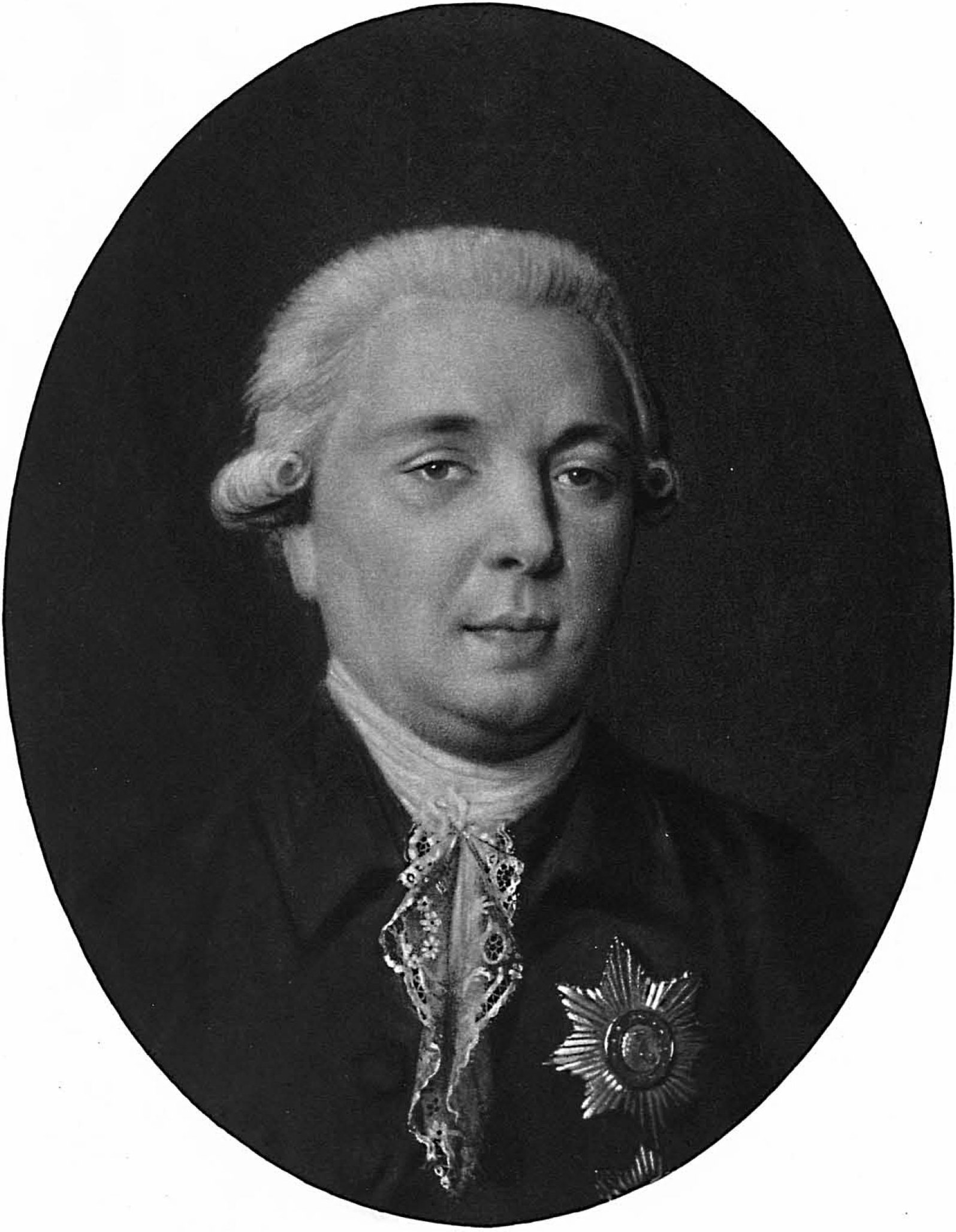
Граф Александр Романович Воронцов
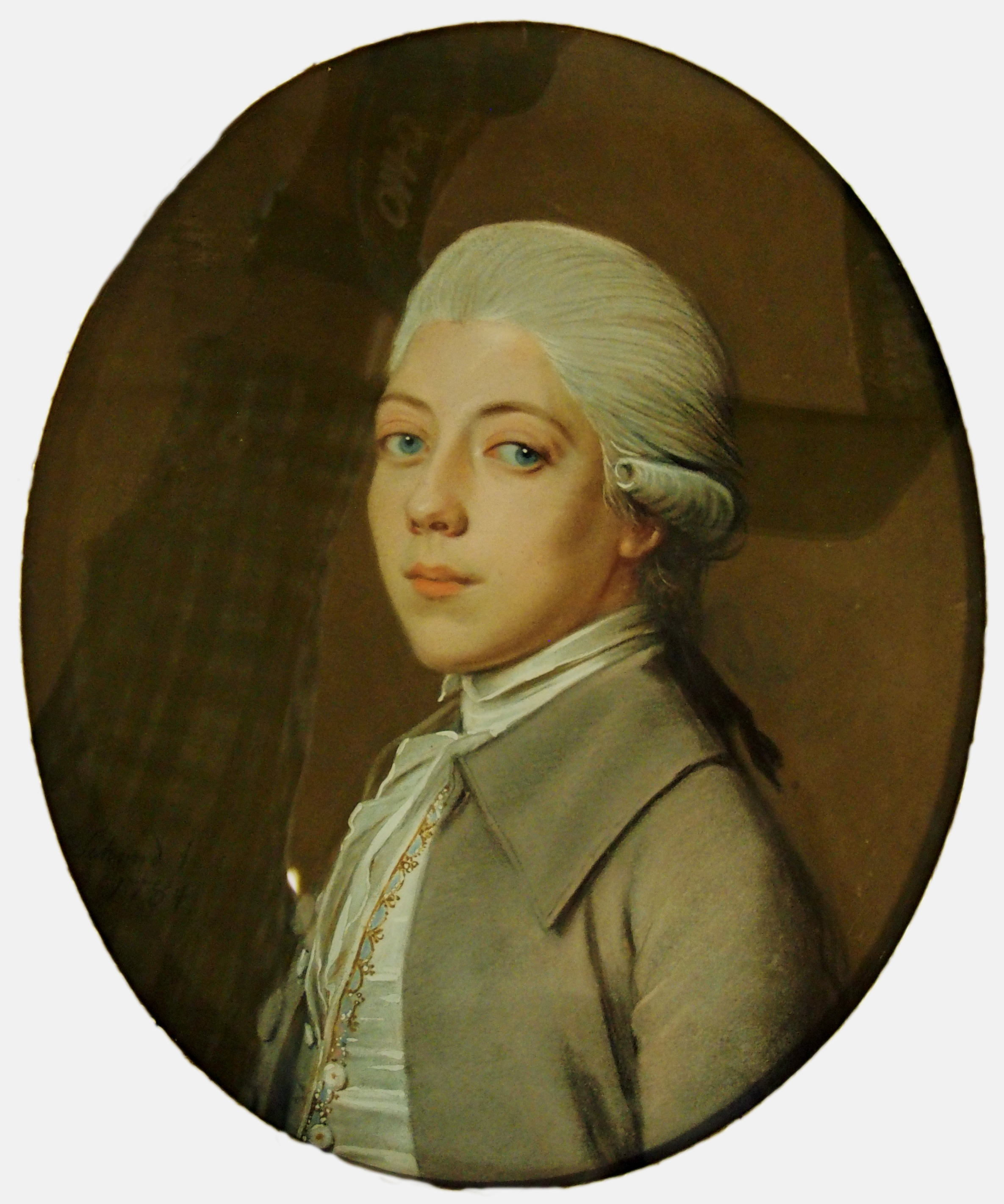
Александр фон Гумбольдт, 1784
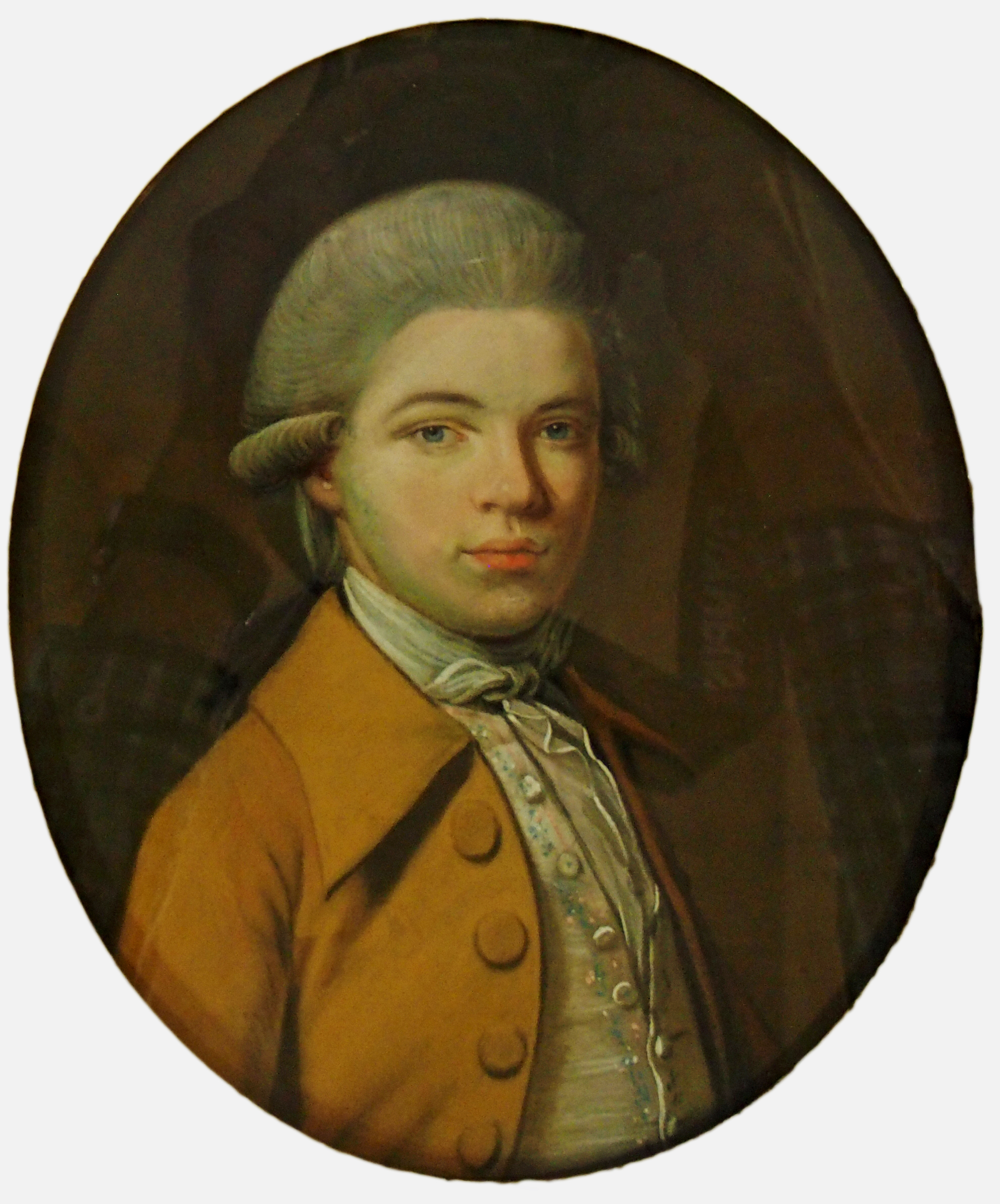
Вильгельм фон Гумбольдт, 1784
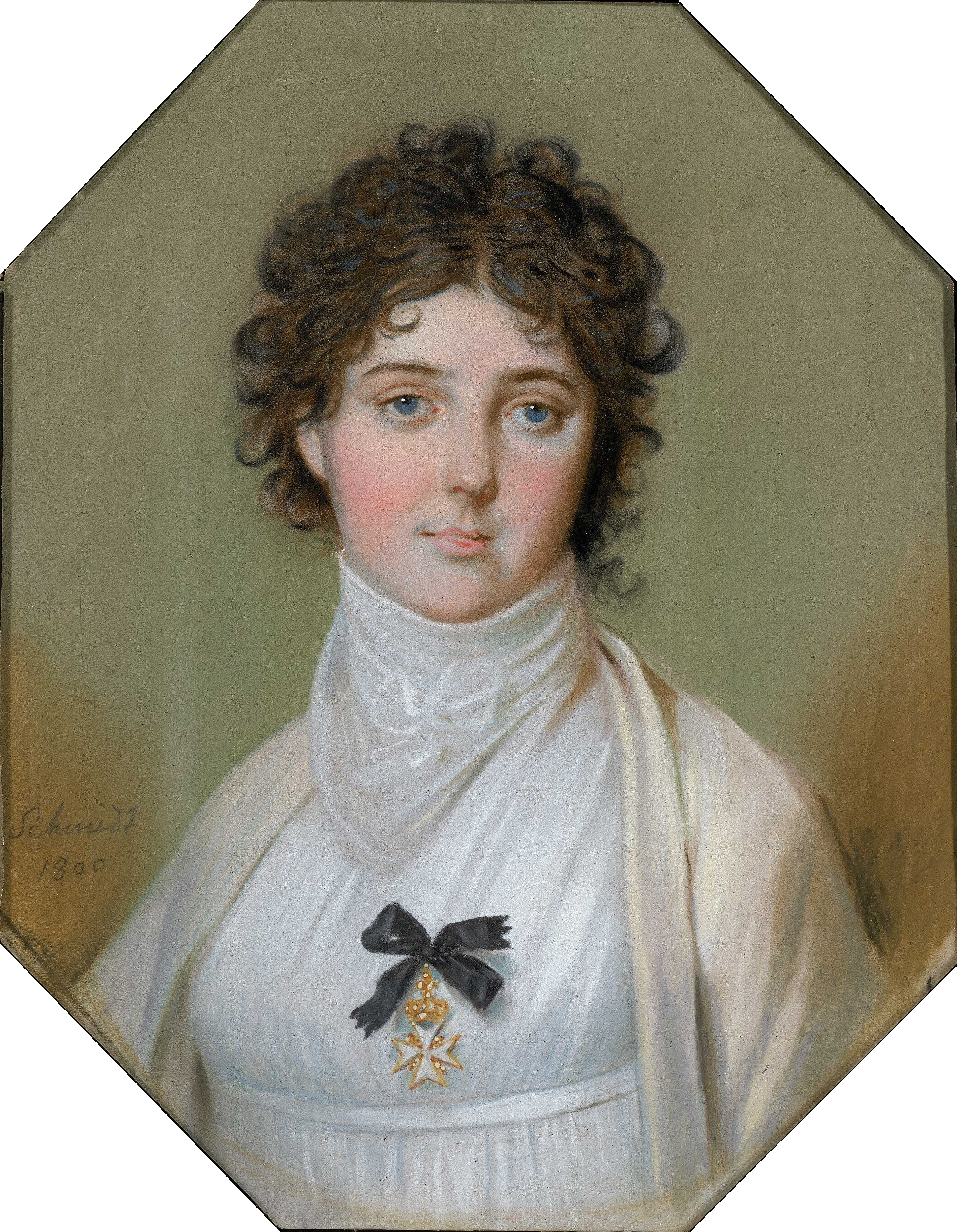
Эмма, леди Гамильтон
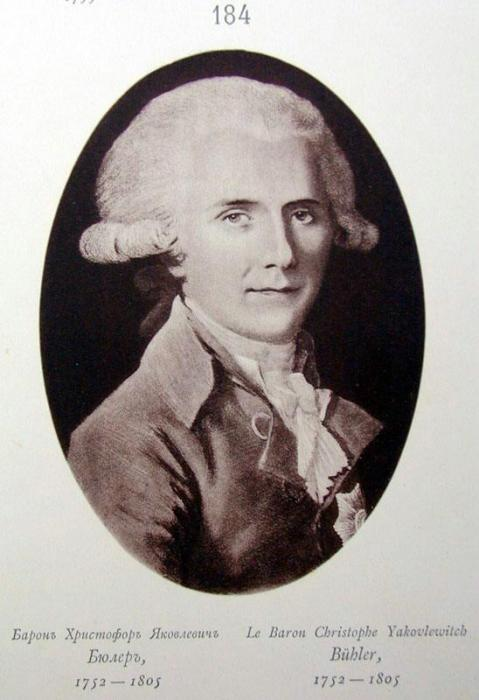
Барон Христофор Яковлевич Бюлер (1752—1805)
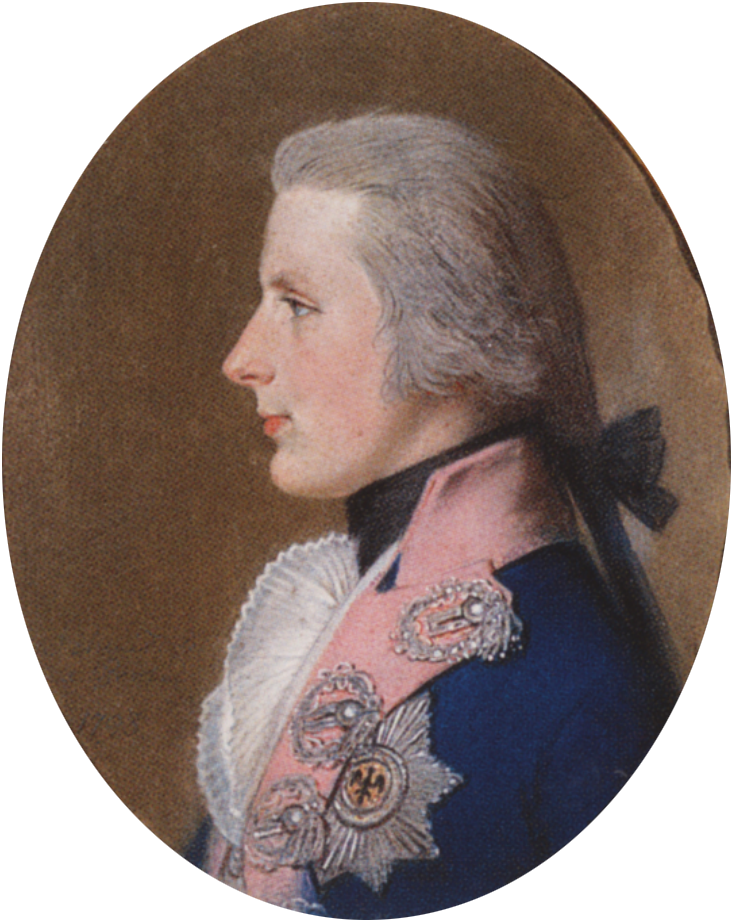
Фридрих Вильгельм III
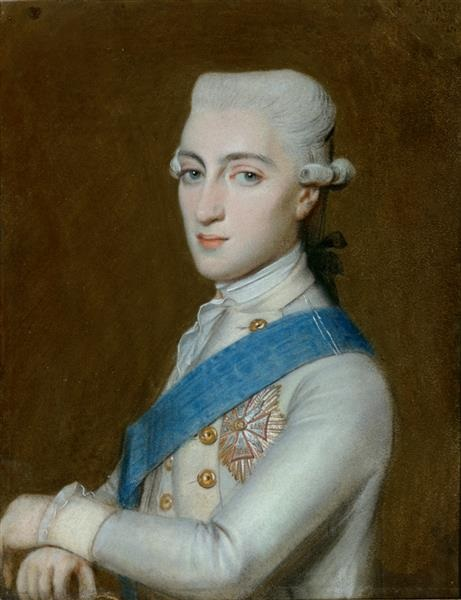
Максимилиан Саксонский
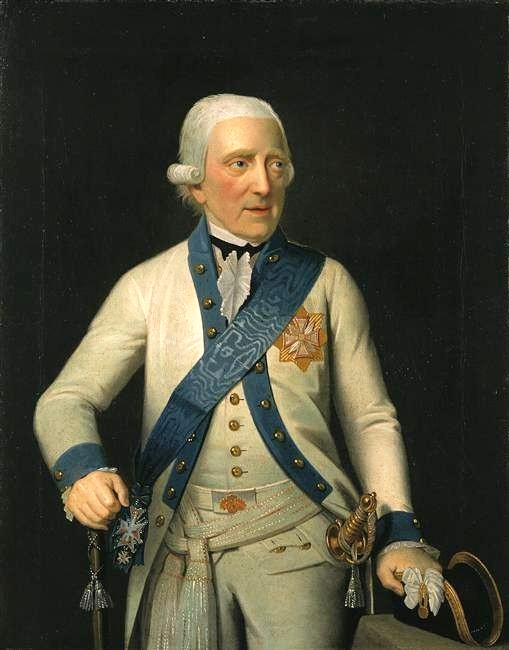
Франц Ксавер Саксонский
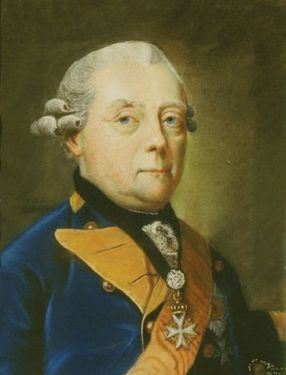
Фридрих Генрих Бранденбург-Шведтский